# ステネラース
ステネラース（古希: Σθενέλας, Sthenelās）は、ギリシア神話の人物である。長母音を省略してステネラスとも表記される。パウサニアスによるとダナオス以前のアルゴス王の1人で、イーアソスの兄弟アゲーノールの子クロトーポスの子。ゲラーノールの父。パウサニアスは息子ゲラーノールの時代にダナオスがエジプトからやって来たと伝えている。